# Caspar Wolf
Pour les articles homonymes, voir Wolf.

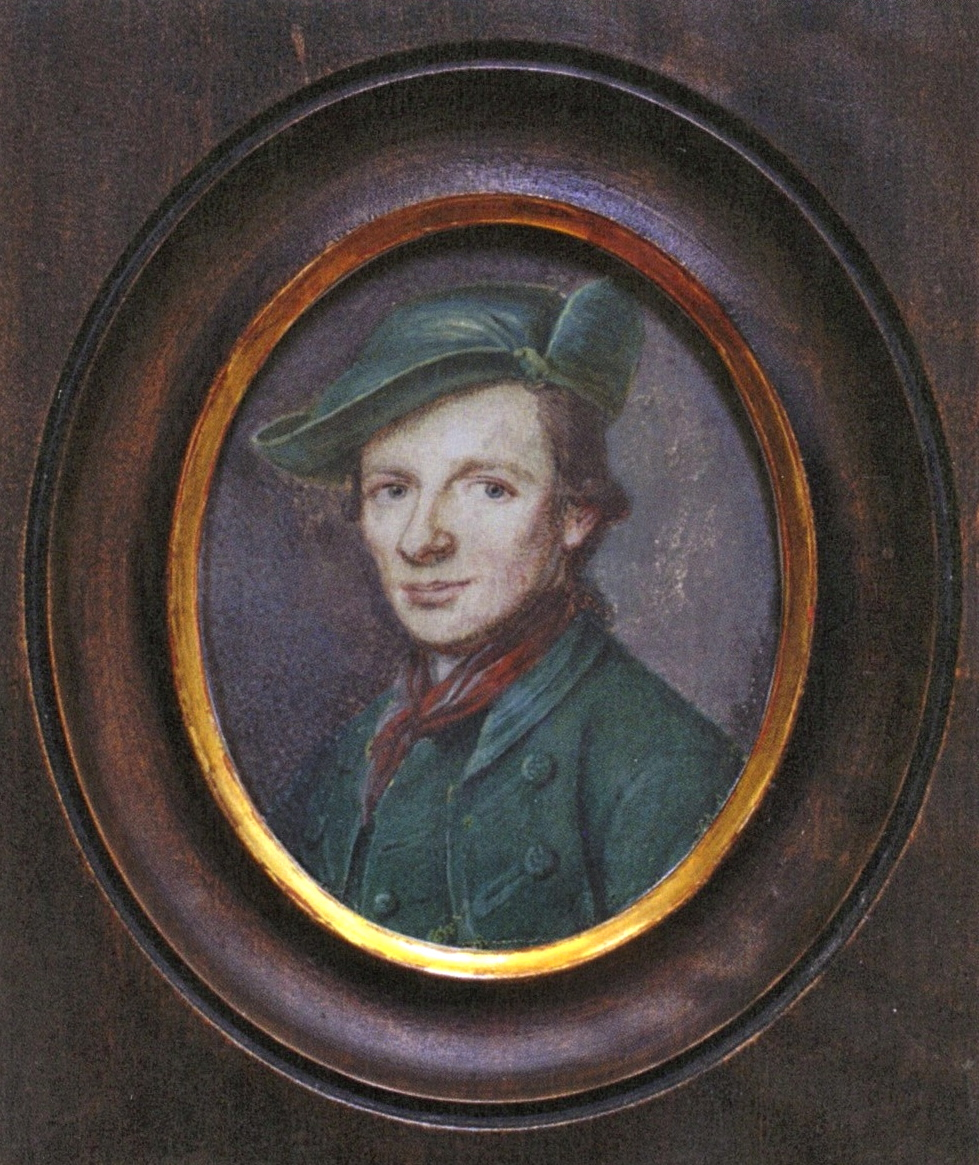
Caspar Wolf, 1774

Caspar Wolf, né le 3 mai 1735 à Muri et mort le 6 octobre 1783 à Heidelberg, est un peintre suisse.

## Biographie
Caspar Wolf naît en 1735 à Muri.
Après ses études, il devient l’élève de Jakob von Lenz à Constance, en Allemagne. Il complétera sa formation à Augsbourg, Munich et Passau. En 1760, il revient à Muri où il peint des retables, des faïences pour poêles et des cartons destinés à la tapisserie.
De 1769 à 1771, il séjourne à Paris où le thème du paysage alpin fait fureur dans les salons. 
De retour à Muri, il décide de voyager à travers la Suisse et de se consacrer à la peinture de paysages alpins dont il sera le précurseur.
De 1774 à 1778/79, à la demande de l’éditeur Abraham Wagner-le jeune (1734-1782), il exécute une série de 150 paysages, parfois de grandes dimensions, dont une série de 10 gravures de la vallée de Lauterbrunnen (canton de Berne), au pied du massif de la Jungfrau. Ces œuvres seront éditées dès 1772 sous forme de gravures à l’eau-forte ou au burin et coloriées à la main.
En introduisant l’univers alpestre dans la peinture suisse, Caspar Wolf, tout comme Johann Heinrich Wüest (1741-1821), contribue à l’élaboration du mythe de la Suisse.
En 1779-1780, les œuvres de Wolf sont exposées à Paris chez la comtesse de Malassise.
1780-1781 le voient travailler à Cologne, Aix-la-Chapelle et Düsseldorf.
En 1783, il décède à Heidelberg. Il était âgé de 48 ans.
Une série de gravures éditées à Amsterdam en 1785, après un long et surprenant périple, arriveront à Lisse au château de Keukenhof (Hollande) où elles seront redécouvertes vers 1940.
L’œuvre de Caspar Wolf marque une étape dans l’évolution de la peinture de paysage réaliste au XVIIIe siècle. Il ne cherche pas à dramatiser et tente une description objective de la nature qu’il peint. C’est une approche moderne qui annonce le XIXe siècle ouvrant ainsi la voie à une nouvelle conception de la nature. Les montagnes ne seront plus considérées comme un chaos effrayant, terreur des montagnards et des promeneurs mais comme un univers sublime susceptible d’exercer une influence positive sur l’âme humaine et d’ouvrir les portes de la liberté.
Le contemporain de Caspar Wolf, le médecin et botaniste bernois Albrecht von Haller (1708-1777), célèbre – entre autres - pour son long poème « Les Alpes », se reconnaissant dans les œuvres de Caspar Wolf, préfacera la parution de ses gravures.

## Œuvres
À titre indicatif, voici quelques titres de tableaux de Caspar Wolf :
- Passerelle en bois au-dessus de la Lütschine près de Steig (1774-1777),
- La Chute du Staubbach dans la vallée de Lauterbrunnen (1774-1777),
- La Chute du Staubbach en hiver (1774-1778),
- Le Schiltwaldbach dans la vallée de Lauterbrunnen (1774-1777),
- Le Glacier inférieur de Grindelwald avec la Lütschine et le Mettenberg (1774-1777).